# Väpnat hot mot laglig ordning
Väpnat hot mot laglig ordning, brott enligt svensk lag.
I brottsbalkens 18 kap 3 § står:
"Den som, med uppsåt att brott skall förövas mot allmän säkerhet eller medborgares frihet, samlar eller anför väpnat manskap eller håller det samlat eller förser manskap med vapen, ammunition eller annan dylik utrustning eller övar det i vapens bruk, dömes för 
väpnat hot mot laglig ordning till fängelse, lägst sex och högst tio år."